# トリチル基

トリチル基の構造

トリチル基（トリチルき、trityl group）とは、有機化学における1価の置換基のひとつで、-C(C6H5)3 と表されるもの。トリフェニルメチル基のこと。ヒドロキシ基などへの保護基として用いられ、構造式上では Tr または Trt と略される。

## 性質
トリチルカチオン (C6H5)3C+ (Tr+) が3個のフェニル基との共役により安定化されることから、トリチルエーテル R-O-Tr は例えば以下のようにして酸で容易に開裂される。
R-O-Tr + H+ → R-OH + Tr+
この性質を利用して、酸により脱保護できる保護基として用いられる。一方、トリチル保護は塩基や還元剤、酸化剤、求核剤に対して比較的耐久性がある。加水素分解に対してはベンジル基同様に脱保護を受ける。

## 使用

### 保護
ヒドロキシ基をトリチル保護する場合は通常、塩化トリチルと有機塩基（DMAP、コリジン、DBU など）を用いるウィリアムソン合成で行う。
R-OH + Tr-Cl + DMAP → R-O-Tr
より強いトリチル化剤として、テトラフルオロホウ酸 1-トリチルピリジニウム (Tr-NC5H5+•BF4−) や、トリメチルシリルトリチルエーテル（Tr-O-Si(CH3)3、酸とともに用いる）が知られる。
条件を選べば、カルボン酸やチオール、アミン、アミドもトリチル保護できる。

### 脱保護
トリチル基をはずすときは、通常はトリフルオロ酢酸などのブレンステッド酸や、ルイス酸を用いる。加水素分解による脱保護も行われる。

## 類縁体
トリチル基のフェニル基上に官能基を持たせた置換トリフェニルメチル基もまた、保護基として用いられる。p-メトキシフェニルジフェニルメチル基 (MMTr) や、ジ（p-メトキシフェニル）フェニルメチル基 (DMTr) は、トリチル基よりも酸による脱保護が容易であることからヌクレオシドの5'-OH保護に使われる。